# اکالیپتوس شاخ‌دار
اکالیپتوس شاخ‌دار (نام علمی: Eucalyptus cornuta) نام یک گونه از سرده اوکالیپتوس است.